# Atlétika a 2005. évi nyári európai ifjúsági olimpiai fesztiválon
A 2005. évi nyári európai ifjúsági olimpiai fesztiválon az atlétika versenyszámait július 3. és 8. között rendezték Lignano Sabbiadoróban, a Teghil stadionban. A férfiak 17 számban versenyeztek, míg a nők 16-ban.

## Magyar résztvevők
A magyar atlétikai csapatot 20 versenyző alkotta (9 férfi, 11 nő), két edző, Dornbach Ildikó és Szabó Dezső irányítása alatt.
A magyar csapat tagjai:
- Anda Tibor gerelyhajítás
- Armuth Gábor 400m
- Kujbus György 100m
- Molnár Gábor súlylökés
- Páhy Zsolt távolugrás
- Schubert Péter 2000m akadályfutás
- Szabó Dezső rúdugrás
- Szemeti Péter 3000m
- Szentvári-Lukács Miklós diszkoszvetés
- Bozzay Boglárka 800m
- Demeter Klaudia hármasugrás
- Kostyál Ágnes 3000m
- Márkus Éva gerelyhajítás
- Márton Anita súlylökés, diszkoszvetés
- Mészáros Kitty 100m gátfutás, távolugrás, 4x100m
- Nyusa Viktória 200m, 4x100m
- Papp Gabriella 1500m
- Sárdy Réka magasugrás
- Vágó Mónika 100m, 4x100m
- Zircher Kitti 400m, 4x100m

## Összesített éremtáblázat
| A 2005. évi nyári európai ifjúsági olimpiai fesztivál összesített éremtáblázata atlétikában | A 2005. évi nyári európai ifjúsági olimpiai fesztivál összesített éremtáblázata atlétikában | A 2005. évi nyári európai ifjúsági olimpiai fesztivál összesített éremtáblázata atlétikában | A 2005. évi nyári európai ifjúsági olimpiai fesztivál összesített éremtáblázata atlétikában | A 2005. évi nyári európai ifjúsági olimpiai fesztivál összesített éremtáblázata atlétikában | Olimpia  |
| ------------------------------------------------------------------------------------------- | ------------------------------------------------------------------------------------------- | ------------------------------------------------------------------------------------------- | ------------------------------------------------------------------------------------------- | ------------------------------------------------------------------------------------------- | -------- |
|                                                                                             | Ország                                                                                      | Arany                                                                                       | Ezüst                                                                                       | Bronz                                                                                       | Összesen |
| 1.                                                                                          | Hollandia                                                                                   | 5                                                                                           | 1                                                                                           | 2                                                                                           | 8        |
| 2.                                                                                          | Németország                                                                                 | 3                                                                                           | 3                                                                                           | 2                                                                                           | 8        |
| 3.                                                                                          | Oroszország                                                                                 | 3                                                                                           | 3                                                                                           | 1                                                                                           | 7        |
| 4.                                                                                          | Észtország                                                                                  | 3                                                                                           | 1                                                                                           | 0                                                                                           | 4        |
|                                                                                             | Olaszország                                                                                 | 3                                                                                           | 1                                                                                           | 0                                                                                           | 4        |
| 6.                                                                                          | Ukrajna                                                                                     | 2                                                                                           | 4                                                                                           | 0                                                                                           | 6        |
| 7.                                                                                          | Lettország                                                                                  | 2                                                                                           | 2                                                                                           | 1                                                                                           | 5        |
| 8.                                                                                          | Horvátország                                                                                | 2                                                                                           | 1                                                                                           | 0                                                                                           | 3        |
| 9.                                                                                          | Portugália                                                                                  | 1                                                                                           | 2                                                                                           | 1                                                                                           | 4        |
|                                                                                             | Svájc                                                                                       | 1                                                                                           | 2                                                                                           | 1                                                                                           | 4        |
| 11.                                                                                         | Fehéroroszország                                                                            | 1                                                                                           | 2                                                                                           | 0                                                                                           | 3        |
| 12.                                                                                         | Spanyolország                                                                               | 1                                                                                           | 1                                                                                           | 3                                                                                           | 5        |
| 13.                                                                                         | Szlovénia                                                                                   | 1                                                                                           | 1                                                                                           | 2                                                                                           | 4        |
| 14.                                                                                         | Egyesült Királyság                                                                          | 1                                                                                           | 1                                                                                           | 0                                                                                           | 2        |
|                                                                                             | Szerbia és Montenegró                                                                       | 1                                                                                           | 1                                                                                           | 0                                                                                           | 2        |
| 16.                                                                                         | Belgium                                                                                     | 1                                                                                           | 0                                                                                           | 1                                                                                           | 2        |
| 17.                                                                                         | Ciprus                                                                                      | 1                                                                                           | 0                                                                                           | 0                                                                                           | 1        |
|                                                                                             | Törökország                                                                                 | 1                                                                                           | 0                                                                                           | 0                                                                                           | 1        |
| 19.                                                                                         | Magyarország                                                                                | 0                                                                                           | 3                                                                                           | 2                                                                                           | 5        |
| 20.                                                                                         | Írország                                                                                    | 0                                                                                           | 2                                                                                           | 2                                                                                           | 4        |
| 21.                                                                                         | Franciaország                                                                               | 0                                                                                           | 1                                                                                           | 5                                                                                           | 6        |
| 22.                                                                                         | Lengyelország                                                                               | 0                                                                                           | 1                                                                                           | 1                                                                                           | 2        |
| 23.                                                                                         | Azerbajdzsán                                                                                | 0                                                                                           | 0                                                                                           | 2                                                                                           | 2        |
|                                                                                             | Litvánia                                                                                    | 0                                                                                           | 0                                                                                           | 2                                                                                           | 2        |
|                                                                                             | Norvégia                                                                                    | 0                                                                                           | 0                                                                                           | 2                                                                                           | 2        |
| 26.                                                                                         | Csehország                                                                                  | 0                                                                                           | 0                                                                                           | 1                                                                                           | 1        |
|                                                                                             | Örményország                                                                                | 0                                                                                           | 0                                                                                           | 1                                                                                           | 1        |
|                                                                                             | Románia                                                                                     | 0                                                                                           | 0                                                                                           | 1                                                                                           | 1        |
|                                                                                             |                                                                                             |                                                                                             |                                                                                             |                                                                                             |          |
| Összesen                                                                                    | Összesen                                                                                    | 33                                                                                          | 33                                                                                          | 33                                                                                          | 99       |

## Férfi
| A 2005. évi nyári európai ifjúsági olimpiai fesztivál férfi érmesei atlétikában |                                                                                            |         |                                                                                |         |                                                                                    |         |
| Versenyszám                                                                     | Arany                                                                                      | Arany   | Ezüst                                                                          | Ezüst   | Bronz                                                                              | Bronz   |
| 100 m síkfutás                                                                  | Luis Wee · Spanyolország                                                                   | 10,68   | Giovanni Codrington · Hollandia                                                | 10,71   | Julien Klisz · Franciaország                                                       | 10,78   |
| 200 m síkfutás                                                                  | Matteo Galvan · Olaszország                                                                | 21,86   | Reto Schenkel · Svájc                                                          | 21,88   | David Hernández · Spanyolország                                                    | 21,93   |
| 400 m síkfutás                                                                  | Arnaud Ghislain · Belgium                                                                  | 47,92   | Armuth Gábor · Magyarország                                                    | 48,18   | Pavel Setin · Azerbajdzsán                                                         | 48,24   |
| 800 m síkfutás                                                                  | Sören Ludolph · Németország                                                                | 1.57,99 | David McCarthy · Írország                                                      | 1.58,26 | Jonas Modin Rismyhr · Norvégia                                                     | 1.58,35 |
| 1500 m síkfutás                                                                 | James Shane · Egyesült Királyság                                                           | 3.52,68 | Otmane Belharbazi · Franciaország                                              | 3.53,30 | Ciaran O'Lionaird · Írország                                                       | 3.53,83 |
| 3000 m síkfutás                                                                 | Dmitriy Lashin · Ukrajna                                                                   | 8.24,89 | Pavel Abdullin · Oroszország                                                   | 8.25,27 | Rafael Quintana · Spanyolország                                                    | 8.25,90 |
| 2000 m akadályfutás                                                             | Adem Belir · Törökország                                                                   | 5.58,25 | Schubert Péter · Magyarország                                                  | 5.58,38 | Eoin Healy · Írország                                                              | 6.02,03 |
| 110 m gátfutás                                                                  | Ivan Byzin · Oroszország                                                                   | 13,92   | João Almeida · Portugália                                                      | 13,94   | Thomas Martinot-Lagarde · Franciaország                                            | 13,96   |
| 400 m gátfutás                                                                  | Marius Kranendonk · Hollandia                                                              | 52,41   | António Rodrigues · Portugália                                                 | 52,49   | Santiago Albero · Spanyolország                                                    | 53,93   |
| 4 × 100 m váltófutás                                                            | Hollandia · Giovanni Codrington · Michael-pat Anpong · Marius Kranendonk · Jorèn ale Tromp | 41:77   | Spanyolország · Santiago Albero · Antonio Lorenzo · David Hernandez · Luis Wee | 41:81   | Franciaország · Thomas Martinot-Lagarde · Nyls Nubret · Mech Damien · Julien Klisz | 41:89   |
| Magasugrás                                                                      | Riccardo Cecolin · Olaszország                                                             | 2,14 m  | Bogdan Bondarenko · Ukrajna                                                    | 2,12 m  | Darius Raminas · Litvánia                                                          | 2,12 m  |
| Rúdugrás                                                                        | Yevgeniy Suremov · Oroszország                                                             | 4,70 m  | Svit Pintar · Szlovénia                                                        | 4,70 m  | Flavien Basson · Franciaország                                                     | 4,60 m  |
| Távolugrás                                                                      | Marcos Caldeira · Portugália                                                               | 7,38 m  | Ivan Slepov · Oroszország                                                      | 7,34 m  | Damian Szade · Lengyelország                                                       | 7,11 m  |
| Hármasugrás                                                                     | Lyukman Adams · Oroszország                                                                | 15,35 m | Fabio Buscella · Olaszország                                                   | 15,08 m | Ruslan Panasenko · Azerbajdzsán                                                    | 14,85 m |
| Súlylökés                                                                       | Nikola Kišanic · Horvátország                                                              | 19,55 m | Sergey Bakhar · Fehéroroszország                                               | 18,45 m | Aleksandr Bolshakov · Oroszország                                                  | 18,29 m |
| Diszkoszvetés                                                                   | Savvas Arestis · Ciprus                                                                    | 56,83 m | Arthur Hoppe · Németország                                                     | 56,29 m | António Silva · Portugália                                                         | 56,24 m |
| Gerelyhajítás                                                                   | Leonardo Gottardo · Olaszország                                                            | 70,79 m | Matthias de Zordo · Németország                                                | 70,62 m | Lauris Jelsmanis · Lettország                                                      | 67,83 m |

## Női
| A 2005. évi nyári európai ifjúsági olimpiai fesztivál női érmesei atlétikában |                                                                                    |           |                                                                         |         |                                                                                        |         |
| Versenyszám                                                                   | Arany                                                                              | Arany     | Ezüst                                                                   | Ezüst   | Bronz                                                                                  | Bronz   |
| 100 m síkfutás                                                                | Yelizaveta Bryzgina · Ukrajna                                                      | 11,60     | Amy Foster · Írország                                                   | 11,84   | Ezinne Okparaebo · Norvégia                                                            | 11,85   |
| 200 m síkfutás                                                                | Ebe Reier · Észtország                                                             | 24,37     | Vicki Shier · Egyesült Királyság                                        | 24,44   | Juliane Stolle · Németország                                                           | 24,53   |
| 400 m síkfutás                                                                | Danijela Grgic · Horvátország                                                      | 53,12     | Lena Schmidt · Németország                                              | 54,59   | Sjorske Wijnker · Hollandia                                                            | 54,96   |
| 800 m síkfutás                                                                | Yekaterina Shaban · Fehéroroszország                                               | 2.08,91   | Kamila Zglejc · Lengyelország                                           | 2.09,26 | Machteld Mulder · Hollandia                                                            | 2.09,39 |
| 1500 m síkfutás                                                               | Polina Jelizarova · Lettország                                                     | 4.22,01   | Azra Eminovic · Szerbia és Montenegró                                   | 4.22,31 | Roxana Birca · Románia                                                                 | 4.26,55 |
| 3000 m síkfutás                                                               | Azra Eminovic · Szerbia és Montenegró                                              | 9.22,02   | Polina Jelizarova · Lettország                                          | 9.24,18 | Kostyál Ágnes · Magyarország                                                           | 9.24,28 |
| 100 m gátfutás                                                                | Clélia Reuse · Svájc                                                               | 13,74     | Arna Erega · Horvátország                                               | 13,76   | Julia Forster · Németország                                                            | 14,04   |
| 400 m gátfutás                                                                | Fabienne Kohlmann · Németország                                                    | 58,88     | Anastasiya Buldakova · Fehéroroszország                                 | 60,15   | Aneta Pecnová · Csehország                                                             | 60,39   |
| 4 × 100 m váltófutás                                                          | Németország · Isabelle Galander · Lena Schmidt · Julia Forster · Fabienne Kohlmann | 47:08     | Magyarország · Kovács Emese · Oláh Gerda · Tompa Orsolya · Kovács Anett | 47:10   | Franciaország · Solene Hamelin · Emilie Gaydu · Karel Jean Baptiste · Floriane Bernard | 47:22   |
| Magasugrás                                                                    | Jana Kerševan · Szlovénia                                                          | 1,84 m    | Natalya Gapchuk · Ukrajna                                               | 1,80 m  | Hannelore Desmet · Belgium                                                             | 1,78 m  |
| Rúdugrás                                                                      | Rita Obižajeva · Lettország                                                        | 3,95 m    | Yuliya Zhukova · Oroszország                                            | 3,90 m  | Jessica Botter · Svájc                                                                 | 3,90 m  |
| Távolugrás                                                                    | Kaire Leibak · Észtország                                                          | 6,40 m CR | Clélia Reuse · Svájc                                                    | 6,36 m  | Nina Kokot · Szlovénia                                                                 | 6,22 m  |
| Hármasugrás                                                                   | Kaire Leibak · Észtország                                                          | 13,47 m   | Ganna Knyazyeva · Ukrajna                                               | 12,86 m | Haykanush Beklaryan · Örményország                                                     | 12,74 m |
| Súlylökés                                                                     | Melissa Boekelman · Hollandia                                                      | 15,95 m   | Anna Samolyuk · Ukrajna                                                 | 14,16 m | Sandra Mišeikyté · Litvánia                                                            | 14,10 m |
| Diszkoszvetés                                                                 | Melissa Boekelman · Hollandia                                                      | 51,80 m   | Diâna Ozolina · Lettország                                              | 48,69 m | Márton Anita · Magyarország                                                            | 47,27 m |
| Gerelyhajítás                                                                 | Evelien Dekkers · Hollandia                                                        | 49,76 m   | Raine Kuningas · Észtország                                             | 48,31 m | Saša Kampic · Szlovénia                                                                | 47,62 m |